# Arthrophyllum borneense
Arthrophyllum borneense là một loài thực vật có hoa trong Họ Cuồng cuồng. Loài này được Baker mô tả khoa học đầu tiên năm 1896.